# Eunotosaurus
Eunotosaurus là một loài bò sát có quan hệ chặt chẽ với rùa là một trong những loài rùa được biết đến sớm nhất cách đây 260 triệu năm, ngay trước thời đại khủng long. Eunotosaurus được phát hiện vào năm 1892 và bị bỏ qua trong gần một thế kỷ, qua nghiên cứu nhiều hóa thạch của loài bò sát này, cho rằng chiếc mai mang tính biểu tượng đặc trưng của loài rùa không phải để bảo vệ nó, mà là để đào đất. 

## Đặc điểm
Eunotosaurus thường được tìm thấy ở gần ao và bờ sông, nhưng sống tại thời điểm khí hậu Nam Phi rất khô, nó đào đất để trốn cái nóng. Eunotosaurus có bề ngoài hơi giống thằn lằn. Chúng là một sinh vật nhỏ, bằng cỡ bàn tay, trông như một con thằn lằn béo ú, với hai cánh phồng lên và đôi chân chắc nịch, phần xương sườn rất to, rộng và bằng phẳng, giúp phần dưới của nó vững chắc, một sinh vật nhỏ có một nửa cái mai (vỏ). Chiếc mai gắn liền với phần cánh tay mạnh mẽ để chuyển đất và cát.
Các xương sườn phía dưới trở nên rộng hơn, to hơn và hợp nhất với nhau để tạo thành một nửa cái mai trông giống như một cái yếm. Sau đó, các xương sườn phía trên lại đi theo công thức này và hợp nhất với cột sống, tạo ra cái mai, các xương sườn bắt đầu lớn dần trên bả vai, chứ không nằm bên dưới như đối với hầu hết các loài vật có xương sống khác sống trên cạn như vậy, các xương sườn to lớn của loài rùa Eunotosaurus không che kín hết cả đầu, cổ, hoặc lưng của chúng. Nó có hộp sọ ngắn, phần chi trước lớn hơn và chắc chắn hơn so với chi sau.
Bả vai và cánh tay có các khớp gắn kết lớn, tất cả đều nhằm giúp cánh tay của nó có lực tốt hơn, loài rùa Eunotosaurus có cấu trúc cơ thể giống như một thợ đào đất chuyên nghiệp. Những đặc điểm tương tự này cũng giúp bơi giỏi. Eunotosaurus còn có 2 đặc điểm mà kỹ năng đào cần đó là móng vuốt lớn để phá vỡ đất đá, và xương dày để chịu đựng các lực nén, cặp chân trước có xương siêu dày, nhưng các cặp chân sau không đó là một chuyên gia đào hang. Đôi mắt của nó vẫn còn có các vòng xơ cứng các vòng xương cứng bao quanh mắt những động vật có đôi mắt nhỏ có thể nhạy cảm với ánh sáng, cuộc sống chủ yếu ở dưới lòng đất. 